# NGC 1609
NGC 1609 este o galaxie lenticulară situată în constelația Eridanul. A fost descoperită în 26 noiembrie 1786 de către William Herschel. Se află la o distanță de 67,3 de megaparseci de Pământ.